# Belle et Sébastien : L'aventure continue
Pour les articles homonymes, voir Belle et Sébastien.
Série
Belle et Sébastien
(2013) Belle et Sébastien 3 : Le Dernier Chapitre
(2017)
Pour plus de détails, voir Fiche technique et Distribution.
Belle et Sébastien : L'aventure continue est un film français réalisé par Christian Duguay, sorti en 2015.
Le film se déroule en septembre 1945, alors que la guerre est finie. Sébastien a 10 ans et vit toujours à Saint-Martin avec Belle et César au chalet. Ils attendent tous impatiemment le retour d'Angelina, mais cette dernière ne revient pas. Elle a disparu lors d'un accident d'avion au-dessus des forêts alpines. Ils sont désormais les seuls à garder l'espoir de la retrouver. César connaît un homme qui pourrait les aider : l'aviateur Pierre. Belle et Sébastien vont devoir affronter de nouveaux dangers, traverser de nouvelles épreuves et affronter un secret qui pourrait changer leur vie à jamais.
Il s'agit de la suite du film Belle et Sébastien réalisé par Nicolas Vanier et sorti en décembre 2013.

## Synopsis
En septembre 1945, dans une école, l'instituteur demande la présence de Sébastien, qui est avec son grand-père César. Angelina, décorée de la médaille de la Résistance, est attendue avec joie à son retour. Elle voyage à bord d’un avion américain, mais l’appareil s’écrase dans la forêt transalpine à cause d’un problème technique. Deux hommes viennent annoncer la tragédie à César : il n’y a aucun survivant et la forêt est ravagée par un incendie. Cependant, Sébastien, ayant entendu la nouvelle, est convaincu qu'Angelina est encore en vie.
Sébastien et sa chienne Belle gardent un troupeau de moutons, mais Sébastien persuade César de partir à la recherche d'Angelina avec leur pick-up. En chemin, ils rencontrent Pierre, un aviateur qui accepte de les aider, à condition que César paie le carburant. Lors du vol de reconnaissance, Sébastien et Belle montent en cachette dans l'avion. Survolant la forêt en flammes, Sébastien repère l’épave de l’avion d’Angelina et un feu sur une falaise. Convaincu qu’elle s’y trouve, il persuade l’aviateur de changer de direction. Une altercation éclate, l'avion s’écrase dans un champ près d’un lac. Sébastien et Belle quittent l’épave tandis que Pierre, furieux, reste pour réparer l’avion.
Plus tard, Pierre retrouve Sébastien et Belle autour d’un feu. Sébastien mentionne une fumée orange aperçue et évoque le passé d'orphelin de Pierre. Ce dernier révèle qu’il a été prisonnier de guerre et s’est échappé en avion. En voyant la médaille de baptême de Sébastien, il apprend que c’est un cadeau de sa mère.
César et un collaborateur de Pierre partent aussi à la recherche d’Angelina. Dans la forêt, Belle rencontre un ours près d’un arbre où se trouve un enfant italien, rescapé du crash. Sébastien et Belle continuent leur quête et atteignent un camp de pompiers où Sébastien croit apercevoir Angelina, mais se trompe. Il utilise alors un foulard d’Angelina pour aider Belle à suivre sa piste. Une dispute éclate entre Pierre et Sébastien, et, épuisé, Pierre enferme Sébastien dans un camion de pompiers.
Pendant qu'il lui donne à manger, Pierre confie à Sébastien ses propres recherches infructueuses pour retrouver sa mère. Peu après, Sébastien et une fille s’échappent du camp avec Belle sur un radeau. À l’aube, ils rencontrent des animaux sauvages fuyant les flammes. Sébastien grimpe dans un arbre et repère des falaises proches. Pierre le rejoint, mais ils se retrouvent encerclés par le feu. Utilisant un bâton de dynamite, Pierre crée une ouverture dans les flammes, permettant d’accéder à une grotte où Sébastien descend en rappel. Ils retrouvent Angelina, et tous remontent à la surface. Alors que le feu envahit l’entrée de la grotte, ils longent la paroi pour s’échapper. Finalement, ils échappent à l’explosion et rejoignent l’avion de Pierre. César, voyant l’avion passer au-dessus de lui, comprend que Sébastien a retrouvé Angelina, et les rejoint peu après. Sébastien, accompagné de Belle et de Pierre, se rend ensuite sur la tombe de sa mère.

## Fiche technique
- Titre original : Belle et Sébastien, l'aventure continue
- Réalisation : Christian Duguay
- Scénario, adaptation et dialogues : Fabien Suarez et Juliette Sales, d'après le roman de Cécile Aubry
- Musique : Armand Amar
- Décors : Sébastian Birchler
- Costumes : Adélaïde Gosselin
- Photographie : Christophe Graillot
- Son : François-Joseph Hors, Pierre-Jean Labrusse, Emmanuel Augeard
- Montage : Olivier Gajan
- Production : Sidonie Dumas, Gilles Legrand, Frédéric Brillion, Clément Miserez et Matthieu Warter
- Sociétés de production[2] : Radar Films
- Coproduction  : Gaumont, M6 Films, Auvergne-Rhône-Alpes Cinéma et Épithète Films
- Sociétés de distribution[3] : Gaumont Distribution (France) ; Belga Films (Belgique) ; Les Films Séville (Québec) ; Pathé Films AG (Suisse romande)
- Budget : 13 913 780 €[4]
- Pays de production :  France
- Langues originales : français, italien
- Format[5] : couleur - 2,35:1 (Cinémascope)
- Genre : aventures
- Durée : 97 minutes
- Dates de sortie[6] :
  - France, Belgique, Suisse romande : 9 décembre 2015[7],[8]
  - Québec : 19 février 2016[9]
- Classification[10] :
  - France : tous publics[11]
  - Belgique : tous publics (Alle Leeftijden)[7]
  - Suisse romande : interdit aux moins de 6 ans[12]
  - Québec : tous publics (G - General Rating)[9]

## Distribution
- Félix Bossuet : Sébastien, maître de Belle
- Thierry Neuvic : Pierre Marceau, aviateur, père de Sébastien
- Tchéky Karyo : César, berger, grand-père de Sébastien
- Margaux Chatelier : Angelina, nièce de César
- Urbain Cancelier : Urbain, maire de Saint-Martin
- Thylane Blondeau : Gabrielle
- Joseph Malerba : Alfonso
- Ludi Bocken : Marcel
- Fred Epaud : René
- Philippe Gautier : Le maître d'école
- Jeffrey Noël : Louis, mécanicien de Pierre
- Victoria Dugay : Victoria
- Octave Bossuet : Octave

## Production

### Tournage
Le tournage a débuté le 4 août 2014 en Haute Maurienne Vanoise — lieu de tournage du premier film — et s'est poursuivi jusqu'au 17 octobre 2014 dans l'Ain.

## Bande originale
La chanson du générique de fin, Belle, est interprétée par Zaz.

## Distinctions
Entre 2016 et 2017, Belle et Sébastien, l'aventure continue a été sélectionné 3 fois dans diverses catégories et a remporté 1 récompense.

### Récompenses
- Festival international du film de Minneapolis St.Paul (Minneapolis St. Paul International Film Festival) 2017 : Meilleur film enfantin pour Christian Duguay.

### Nominations
- Festival international du film de Seattle 2016 : nommé au Prix du jury des jeunes du film familial pour Christian Duguay.
- Sommet numérique de Paris Images (Paris Images Digital Summit) 2016 : Meilleur superviseur VFX - long métrage pour Benjamin Ageorges et Stéphane Bidault[14].

## Autour du film

### Suite
Le 12 octobre 2016, Clovis Cornillac annonce qu'il réalise un troisième film. Il incarne également le rôle du méchant du film. Le tournage a lieu durant l'hiver 2016-2017 (en janvier-février) en Haute Maurienne Vanoise et dans le Briançonnais.